# بلشون البحيرات الصيني
بلشون البحيرات الصيني (الاسم العلمي: Ardeola bacchus) هو نوع من الطيور يتبع جنس بلشون البحيرات من الفصيلة البلشونيات.